# Uspenie Bogorodichno
Uspenie Bogorodichno (Virgin Mary's Assumption), var en kvinnoförening i Makedonien, grundad 1885 och upplöst 1903. Det var en av de första och mer berömda kvinnoorganisationerna i Makedonien.
I Osmanska Makedonien började kvinnoföreningar bildas under andra halvan av 1800-talet, däribland Kostur Women's Association (Kostursko zenso drustvo), Women's Association (Zensko drustvo) och Zensko biblisko drustvo (Women's Biblical Association) av en missionär för Protestant Mission of America, Helen Stone. Den socialdemokratiska rörelsen, som kom till Makedonien via Thessaloniki, kom att få inflytande över den tidiga kvinnorörelsen. Clandestine Macedonian-Odrin Revolutionary Organization (TMORO, Tanja makedonsko-odrinska revolucionerna organizaija), bildades i Makedonien 1893 och fick en ledande roll i självständighetsrörelsen. Socialdemokratin och socialismen i stort predikade könens jämlikhet samtidigt som den stödde Makedoniens frigörelse från Osmanska riket, och resultatet blev att den socialistiska självständighetsrörelsen förespråkade att lika rättigheter mellan könen skulle ingå i ett framtida självständigt Makedonien. 
Många utbildade kvinnor - oftast lärare - blev medlemmar i TMORO och engagerade sig i den socialdemokratiska självständighetsrörelsen, som även stödde jämställdhet. Kvinnoföreningen Uspenie Bogorodichno (Virgin Mary's Assumption) som blev en av Makedoniens första betydande kvinnoföreningar, grundades av en grupp kvinnliga lärare i Ohrid. Vasilka Razmova, Klio Samardjieva Atina Shahova, Poliksena Manasieva och Maria Parmakova fanns bland dess medlemmar, och Kostadina Nasteva var dess ordförande 1901-1903. Föreningen grundade Nedelno uchilishte (Sunday School), gav hjälp och yrkeslektioner till fattiga kvinnor, höll läskurser, föreläsningar i kvinnors frigörelse och framhöll socialdemokraternas paroll att kvinnor skulle få lika rättigheter i ett framtida självständigt Makedonien. Den anslöt sig till TMORO 1900 och deltog i Ilinden-upproret 1902-1903, då dess medlemmar höll ett sjukhus för dess deltagare; de greps och misshandlades när upproret slogs ned av de osmanska myndigheterna, men släpptes efter en kort arrest. 